# Hellas Planitia

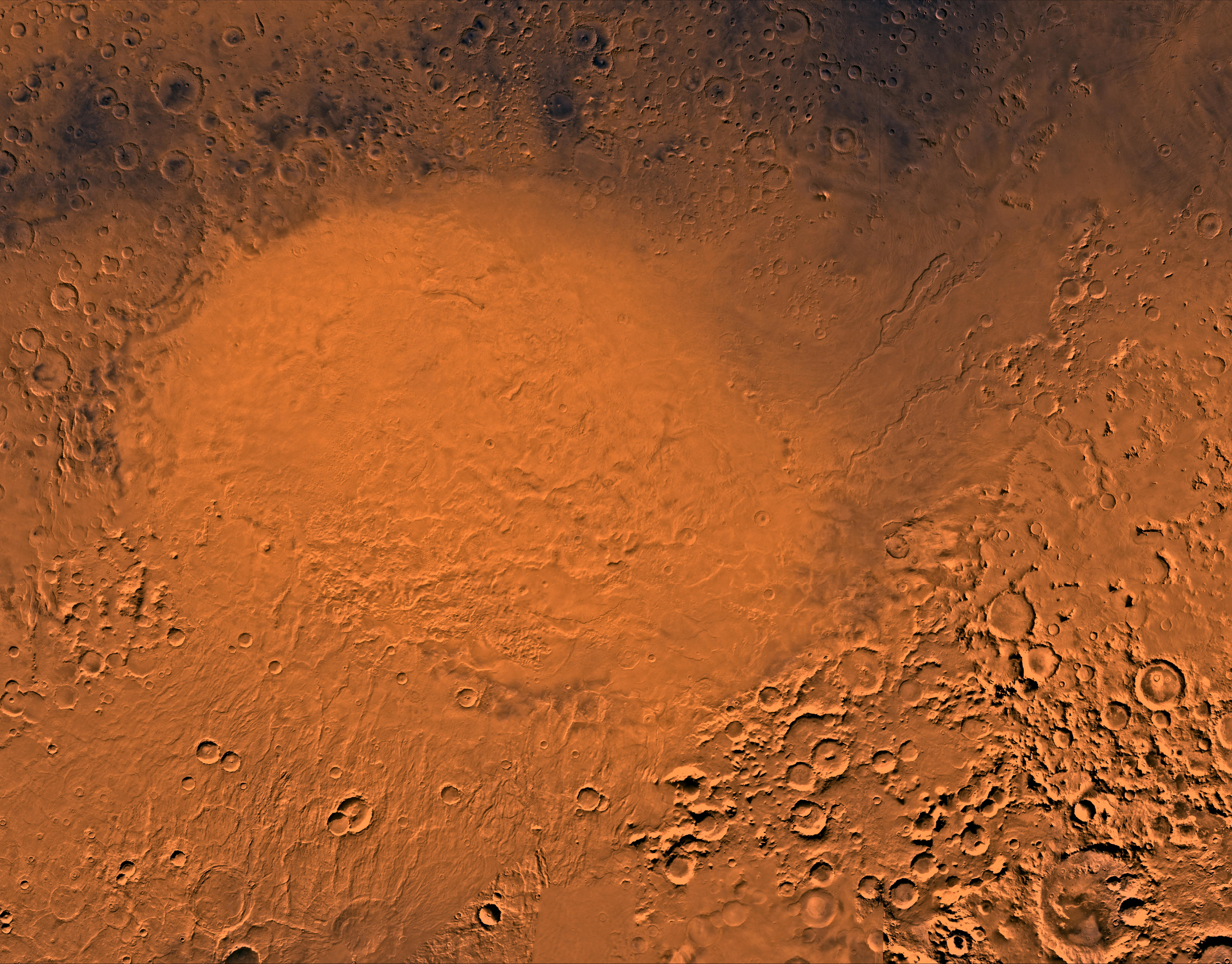
Imagem da Hellas Planitia; Cortesia:NASA

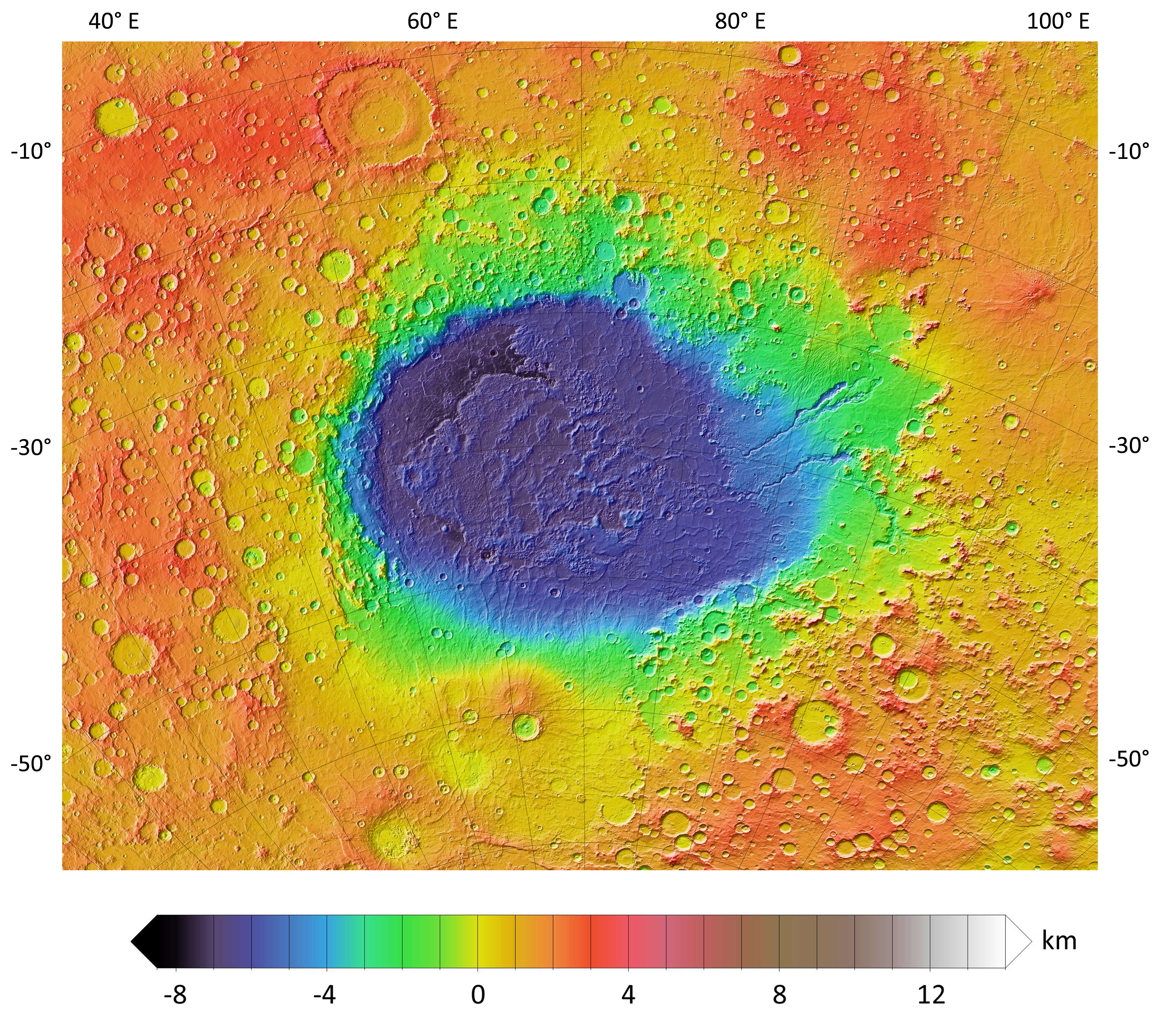
Mapa topográfico da Hellas Planitia

Hellas Planitia, também conhecida como Bacia de Impacto Hellas, é uma imensa bacia de impacto circular localizada no hemisfério sul do planeta Marte. Está localizada nas coordenadas 42.7 S, 70.0 E..

## Descrição
Com um diâmetro de aproximadamente 2,300 km, é a maior formação resultante de impactos no planeta. Se todo o material escavado dessa planície fosse espalhado igualmente sobre o território dos Estados Unidos, haveria uma camada de 3.5 km de espessura do material da Hellas Planitia. É provável que a bacia tenha se formado durante o grande bombardeamento tardio que ocorreu no sistema solar há  3.9 bilhões de anos atrás, quando um grande asteróide teria atingido a superfície de Marte.
A diferença de altitude entre a borda da cratera e o fundo é de ~9 km. A profundidade da cratera (~7 km (23,000 ft) abaixo do datum topográfico médio de Marte) explica a pressão atmosférica do fundo: 1155 Pa (11.55 mbar or 0.17 psi). Isso é 89% maior que a pressão do datum topográfico (610 Pa, ou 6.1 mbar ou 0.09 psi) e abaixo do ponto triplo da água, sugerindo que a fase líquida estaria estável a uma temperatura abaixo de 0 °C.
Algumas das baixas elevações fluem em canais que se estendem até Hellas do complexo vulcânico Hadriaca Patera, a nordeste, duas das quais foram fotografadas pela Mars Global Surveyor, apresentando regos: Dao Vallis e Reull Vallis. Esses regos são baixos demais para conter água líquida estável durante o dia marciano

## Descoberta e nomeação
Devido ao seu tamanho e a coloração clara, que contrasta com o resto do planeta, Hellas Planitia foi uma das primeiras formações descobertas por um telescópio na Terra. Foi Giovanni Schiaparelli quem deu o nome "Hellas" (Grécia) à formação, anteriormente chamada de Lockyer Land, por Richard Anthony Proctor em 1867 em homenagem a Sir Joseph Norman Lockyer, um astrônomo inglês que, usando um telescópio refrator de 6,25 polegadas (16 cm), produziu a "primeira representação verdadeira do planeta" (segundo E. M. Antoniadi).